# Hard court
Hardcourt (även hard court; [uttalas: hardkå:'r]) är ett ytmaterial som används som underlag vid bollsporter som basketboll, innebandy och tennis. Materialet varierar inte beroende på om det används inom- eller utomhus, och består vanligtvis av flera lager av akrylmassa, eller hårdpressat gummi, som innehåller friktionsmedel och färg.
En modernare variant (för inomhus) av hardcourt är "soft court" som byggs upp med en sviktsula på 4–7 mm av gummi och därpå appliceras akrylmassan som ger ett spelunderlag anpassat för tennis med friktion. Det marknadsledande fabrikatet i Sverige är Plexipave.
Underlag för basketboll, handboll eller innebandy är vanligtvis av Polyurethan, då det skall vara betydligt mindre friktion på ytan för dessa sporter.
Inomhusbanor byggs upp på samma sätt som ovan beskrivet.